# Rough Cutt
Rough Cutt war eine US-amerikanische Glam-Metal-Band aus Los Angeles, Kalifornien. Ihre Bekanntheit verdankt die Band unter anderem einigen Verbindungen zu bekannteren Persönlichkeiten der Rockmusikszene, wie zum Beispiel dem Produzenten Tom Allom, der auch bereits für Bands wie Judas Priest und Krokus arbeitete.
Sänger der Band ist Paul Shortino, der zeitweise Kevin DuBrow bei Quiet Riot vertrat. Vorübergehend spielte der Ex-Quiet-Riot-Bassist Sean McNabb (u. a. House of Lords, Dokken) bei Rough Cutt.
Viele der frühen Bandmitglieder von Ratt gingen zu Rough Cutt: Chris Hager (an der Gitarre), Joey Cristofanilli und Matt Thorr (beide am Bass) sowie David „Dave“ Alford (am Schlagzeug). Der Gitarrist Amir Derakh spielt unter anderem bei der Synth-Rock-Band Orgy. Derakh, Alford und Thorr sind mit der Band Jailhouse bekannt geworden.
Unter anderem war der Rockgitarrist Jake E. Lee als Musiker bei Rough Cutt, bevor er als Nachfolger von Brad Gillis durch Ozzy Osbournes Band bekannter wurde.
Zwei frühe Demos der Band wurden von dem renommierten Heavy-Metal-Sänger Ronnie James Dio unter den Titeln Used And Abused und A Little Kindness produziert. Rough Cutt spielte im Jahr 1984 im Vorprogramm der Band Dio, deren Sänger die Gruppe dann 1986 im Rahmen seines Hear-’n-Aid-Projekts auf die Bühne brachte. Managerin der Band war vorübergehend Ronnie James Dios Ehefrau Wendy Dio. Am ersten Album der Band – nämlich an den Texten zu Take her, Dreamin’ again und Black Widow – waren Dio und seine Frau ebenfalls beteiligt. Zudem wurde die Band in ihren Anfängen von den späteren Dio-Mitgliedern Craig Goldy (Gitarre) und Claude Schnell (Keyboard) mitgestaltet.

## Diskografie
- 1985: Rough Cutt
- 1986: Wants You!
- 1996: Rough Cutt Live
- 2005: Rough Cutt / Rough Cutt Wants You (zwei Alben auf einer CD)
- 2021: III